# Ella (canción)
«Ella» es una canción interpretada por el grupo musical argentino Tan Biónica. Fue lanzada el 9 de septiembre de 2010 como el sencillo principal de su segundo álbum de estudio titulado Obsesionario. La canción logró lanzar a la fama internacional al grupo, razón por la que fue interpretada en todos sus conciertos.

## Historia
Con algo más de un año en la calle, el álbum fue ganando cada vez más adhesiones dentro de la escena del pop rock. La canción «Ella» fue un éxito con la que la agrupación conquistó muchas emisoras radiales de Argentina y buena parte de Latinoamérica. El estilo de la canción es de pop rock y un rock alternativo con guitarras distorsionadas al frente y un fondo sonoro de teclados que le dan un carácter cibernético y espacial.

## Video musical
El video musical de «Ella» fue lanzado el 13 de septiembre de 2010 en YouTube, subido por el canal oficial de Tan Biónica. 
El vídeo fue filmado en la plaza Gral. San Martín entre las calles Maipú y Av. Santa Fe, en Retiro, Ciudad de Buenos Aires, en el que se puede ver a los integrantes del grupo musical interpretando la canción mientras se muestra a una chica envuelta en un abrigo de piel. En el vídeo fueron usados recursos 360°.

## Significado e interpretación
Muchos fanáticos del grupo musical entienden que la canción habla sobre la cocaína, droga con la que Chano tuvo serios problemas. Esto se entiende por ciertas frases de la canción, como «después de veinticuatro meses sin dormir», «despliega movimientos energéticos» y «me tira una mirada que no puedo resistir». Aun así nada de esto fue confirmado por el propio grupo.